# Kvalifikace na Mistrovství světa ve fotbale 1990
V kvalifikaci na Mistrovství světa ve fotbale 1990 se národní týmy ze šesti fotbalových konfederací ucházely o 22 postupových míst na závěrečný turnaj. Pořadatelská Itálie spolu s obhájcem titulu - Argentinou měli účast na závěrečném turnaji jistou. Kvalifikace se účastnilo 116 zemí.
| Region                                        | Počet místenek na finálovém turnaji pro tento region | Počet účastníků kvalifikace v tomto regionu |
| --------------------------------------------- | ---------------------------------------------------- | ------------------------------------------- |
| Afrika (CAF)                                  | 2                                                    | 26                                          |
| Asie (AFC)                                    | 2                                                    | 26                                          |
| Evropa (UEFA)                                 | 14 (včetně pořadatelské Itálie)                      | 32                                          |
| Jižní Amerika (CONMEBOL)                      | 3,5* (včetně Argentiny)                              | 9                                           |
| Oceánie (OFC)                                 | 0,5*                                                 | 5                                           |
| Severní, Střední Amerika a Karibik (CONCACAF) | 2                                                    | 16                                          |

* Poloviny míst znamenají místa v mezikontinentální baráži.

## Kvalifikační skupiny
Celkem 105 týmů sehrálo alespoň jeden kvalifikační zápas. Bylo jich odehráno 314 a padlo v nich 735 branek (tj. 2,34 na zápas).

### Afrika (CAF)
(26 týmů bojujících o 2 místenky)
Po odhlášení dvou týmů se zúčastnilo pouze 24 celků. Osmička nejlepších byla nasazena přímo do skupinové fáze. Zbylých 16 týmů sehrálo předkolo hrané systémem doma a venku. Ve skupinové fázi bylo 16 týmů rozlosováno do čtyř skupin po čtyřech, kde se utkal každý s každým dvoukolově doma a venku. Vítězové skupin se následně utkali systémem doma a venku o postoup na MS.

### Asie (AFC)
(26 týmů bojujících o 2 místenky)
Po odhlášení jednoho týmu se zúčastnilo 25 reprezentací. Ty byly rozlosovány do šesti skupin po čtyřech, resp. pěti týmech, kde se utkaly dvoukolově každý s každým doma a venku. Vítězové skupin následně postoupili do druhé fázi, ve které se utkali jednokolově každý s každým na centralizovaném místě a první dva týmy postoupily na MS.

### Evropa (UEFA)
(32 týmů bojujících o 13 místenek)
Všech 32 týmů bylo rozlosováno do sedmi skupin po čtyřech, resp. pěti týmech. První dva týmy z pětičlenných skupin postoupily přímo na MS. Ze čtyřčlenných skupin měli postup jistý pouze vítězové. Celky ze druhých míst čtyřčlenných skupin byly seřazeny do žebříčku a první dva také přímo postoupily. Jeden z týmů na druhých místech tím pádem nepostoupil.

### Jižní Amerika (CONMEBOL)
(9 týmů bojujících o 2 nebo 3 místenky - baráž proti celku ze zóny OFC rozhodla o držiteli třetí místenky)
Devítka jihoamerických týmů byla rozlosována do tří skupin po třech. V nich se utkal dvoukolově každý s každým doma a venku. Vítězové skupin byli následně seřazeni do žebříčku a dvojice nejlepších postoupila přímo na MS, zatímco na zbylý celek čekala mezikontinentální baráž proti vítězi zóny OFC.

### Oceánie (OFC)
(5 týmů bojujících o 0 nebo 1 místenku - baráž proti týmu z Jižní Ameriky rozhodla o držiteli této místenky)
Oceánské zóny se z politických důvodů zúčastnily také celky  Tchaj-wan a  Izrael. Posledně jmenovaný celek byl nasazen přímo do druhé fáze. V první fázi byla čtveřice týmů rozlosována do dvojic, ve kterých se utkala systémem doma a venku o postup do druhé fáze. V té trojice týmů utvořila jednu skupinu, v které se utkal každý s každým doma a venku. Vítěz skupiny následně postoupil do mezikontinentální baráže proti celku ze zóny CONMEBOL.

### Severní, Střední Amerika a Karibik (CONCACAF)
(16 týmů bojujících o 2 místenky)
Kvalifikace zóny CONCACAF se hrála v rámci Mistrovství Severní, Střední Ameriky a Karibiku 1989. Po odhlášení jednoho týmu se zúčastnilo 15 celků. Pětice nejlepších bylo nasazeno přímo do druhé fáze, zatímco desítka zbylých reprezentací se zúčastnila první fáze. První a druhá fáze se hrály vyřazovacím systémem doma a venku. Na závěrečný turnaj Mistrovství Severní, Střední Ameriky a Karibiku postoupila pětice týmů, která se zde utkala dvoukolově každý s každým doma a venku. První dva týmy následně postoupily na MS.

## Mezikontinentální baráž
Nejhorší vítěz jedné ze skupin zóny CONMEBOL ( Kolumbie) se utkal s vítězem zóny OFC ( Izrael).
| 15. října 1989 |       |        |                                                                                       |
| Kolumbie       | 1 – 0 | Izrael | Estadio Metropolitano, Barranquilla diváci: 65 000 rozhodčí: Michel Vautrot (Francie) |
| Usuriaga 73'   |       |        | Estadio Metropolitano, Barranquilla diváci: 65 000 rozhodčí: Michel Vautrot (Francie) |

| 30. října 1989 |       |          |                                                                                |
| Izrael         | 0 – 0 | Kolumbie | Ramat Gan Stadium, Ramat Gan diváci: 50 000 rozhodčí: Edgardo Codesal (Mexiko) |
|                |       |          | Ramat Gan Stadium, Ramat Gan diváci: 50 000 rozhodčí: Edgardo Codesal (Mexiko) |

Kolumbie zvítězila celkovým skóre 1:0 a postoupila na Mistrovství světa ve fotbale 1990.